# ترجمة تقنية
الترجمة التقنية: هي نمط من الترجمات المتخصصة والتي تتضمن ترجمة وثائق أنتجها كتاب تقنيون (دليل المالك، دليل المستخدم، وما شابه)، وبشكل أكثر تحديدًا، ترجمة النصوص التي لها علاقة بمجالات الدراسة التقنية، أو النصوص التي تتعامل مع التطبيق العملي للمعلومات التقنية والعلمية. على الرغم من أن استخدام مصطلحات مختصة تعتبر من خواص النصوص التقنية، إلا أنها لا تكفي وحدها لتصنيف النص «كنص تقني» منذ أن هنالك العديد من التخصصات والمواضيع غير التقنية التي تحتوي على ما يمكن اعتباره مصطلحات مختصة.
تشمل الترجمة التقنية ترجمة أنواع عدة من النصوص المختصة وتتطلب مستوى عال من معرفة الموضوع وإتقان المصطلحات المناسبة وطرق الكتابة.
تكمن أهمية المصطلحات المناسبة في الترجمة التقنية، كما في براءات الاختراع، بالإضافة إلى الطبيعة النمطية والمتكررة «للكتابة التقنية»، في جعل الترجمة باستخدام الحاسوب تستخدم ذاكرات الترجمة وقواعد بيانات مختصة للمصطلحات. يقول جودي بايرن في كتابه «الترجمة التقنية» أن الترجمة التقنية تتعلّق بشكل قريب بالاتصال التقني، ويمكنها الاستفادة من البحث في هذا المجال وغيره من المجالات كقابلية الاستخدام وعلم النفس المعرفي.
تتضمن الترجمة التقنية، إلى جانب جعل النصوص التي تحمل الخواص التقنية متاحة لنطاق جمهور أوسع، خواص لغوية في ترجمة النصوص التقنية من لغة إلى أخرى.
تعد الترجمة ككل توازنًا بين الفن والعلم متأثرةً بكل من النظريات والتطبيق. ينطبق امتلاك معرفة في كلا الخواص اللغوية والجمالية، بشكل مباشر على مجال الترجمة التقنية.
اعتُمدت الترجمة التقنية كمجال، ودُرست وطُوّرت منذ ستينيات القرن الماضي. أكّد مجال الترجمة التقنية تقليديًا وانطلاقًا من مجال دراسات الترجمة على الأهمية البالغة للغة المصدر التي يٌترجم منها النص. ومع ذلك كان هناك على مر السنين حركة بعيدًا عن ذلك النهج التقليدي بهدف التركيز على الغرض من الترجمة وعلى الجمهور المقصود. قد يكون السبب في ذلك هو أن 5 إلى 10% فقط من العناصر الموجودة في المستند التقني هي عبارة عن مصطلحات، فيما تشكل اللغة النسبة المتبقية من النص، التي تتخذ غالبًا الأسلوب الطبيعي للغة المصدر. على الرغم من أن الترجمة التقنية ليست سوى مجموعة فرعية واحدة من أنواع مختلفة من الترجمة المهنية، إلا أنها أكبر المجموعات الفرعية فيما يتعلق بالإخراج. تُنفذ حاليًا أكثر من 90% من جميع الأعمال المترجمة الاحترافية مترجمون تقنيون، الأمر الذي يُبرز شأن هذا المجال وأهميته.

## طرائق الترجمة التقنية ممارساتها

### المترجم التقني
يتمثل دور المترجم التقني في ألا يكون مجرد ناقل للمعلومات، بل يمثّل أيضًا مُنشئًا للخطاب الإجرائي والمعرفة من خلال المعنى، بشكل خاص أن المترجم التقني قد يتولى دور الكاتب التقني أيضًا في كثير من الأحيان. بيّنت الدراسات أن المحاورين التقنيين يقومون في الحقيقة بخلق معنى جديد بدلُا من تجميع المعلومات القديمة. يؤكد ذلك على الدور الهام الذي يلعبه المترجمون التقنيون في صياغة المعنى، سواء كانوا يقومون بالترجمة التقنية للغة واحدة أو لعدّة لغات.

### ترجمة النصوص التقنية

#### تحليل النص
قد يقوم المترجمون بداية بقراءة المستند لفهم ما سيقومون بترجمته، وتحديد سياق النص. في الترجمة التقنية، يُحدّد لاحقًا السجل والنبرة بناءً على نوع النص والسياق، على الرغم من أن أسلوب النصوص التقنية يكون موضوعيًا عمومًا. يمكن أن يكون السجل رسميًا وعلميًا إلى حدّ بعيد، أو يمكن أن يكون مفهومًا بسلاسة للجمهور العام. قد يحتاج المترجم أيضًا إلى استخدام أساليب التوثيق وإيجاد المواد المرجعية كوسيلة مساعدة في ترجمة النص.

#### فهم النص
قد يحتاج المترجم بناءً على خبرته وطبيعته أو طبيعة النص بذاته، إلى تقييم درجة الصعوبة ونمط الصعوبة فيه، مثلًا ما إذا كان بإمكانه ترجمة النص بشكل صحيح في الوقت المحدد، أو ما إذا كان هناك المزيد من مشاكل الترجمة الخاصة قد لا يفهمها. قد يكون المترجمون في كثير من الأحيان ذوي خبرة في المجال، وقد يكونون على دراية كبيرة ببعض المصطلحات والسياقات، ومع ذلك، عندما يتعذر على المترجم الإحاطة بالمعرفة التامة حول الموضوع المُترجم، بالإمكان نقل معرفته بالموضوعات الأخرى التي قد تكون مشابهة له في طبيعتها، أو أن يقوم ببعض البحث عن الموضوع ذاته.

#### ترجمة النص[13]
قد يرتد المترجمون ذهابًا وإيابًا بين الخطوات، تماشيًا مع محدّدات الوقت والخبرة في الترجمة. على سبيل المثال، قد يقوم المترجم بالمراجعة في نفس الوقت أثناء الترجمة، وقد يقوم المترجم أيضًا بالاطلاع على المواد المرجعية والبحث وفقًا لمدى معرفته بسياق النص. يمكن للمترجم استخدام ذاكرة الترجمة أو تطبيقات الترجمة الآلية لإيجاد أقرب معنى يطابق نص العميل في حال احتاج المترجم إيجاد أقرب تطابق في المعنى لنص العميل. تعتمد عملية الترجمة أيضًا على القوانين وقواعد الأخلاقيات المعمول بها في مناطق معينة، بالإضافة إلى أي رقابة قد تؤثر على إخراج النص.